# Moqren bin Abdul Aziz
Moqren bin Abdul Aziz (مقرن بن عبدالعزيز آل سعود), född 15 september 1945 i Riyadh, var från 23 januari 2015 kronprins av Saudiarabien. Han entledigades från sin post 29 april 2015 på egen begäran och efterträddes av vice kronprinsen Muhammed bin Nayef.
Moqren är yngste levande sonen till kung Ibn Saud och halvbror till kung Salman bin Abdul Aziz. Hans mor, Baraka, kom från Jemen.
Han har tidigare varit chef för den saudiarabiska underrättelsetjänsten. I mars 2014 utsåg kung Abdullah honom till vice-kronprins, en post som aldrig tidigare använts.